# 프레드라그 스파시치
프레드라그 스파시치(세르비아어: Предраг Спасић, 1965년 5월 13일, 크라구예바츠 ~)는 세르비아의 전직 축구 선수로, 현역 시절 중앙 수비수로 활약했다.

## 클럽 경력
스파시치는 유고슬라비아 사회주의 연방 공화국 세르비아 사회주의 공화국의 크라구예바츠 출신이다. 현역 시절, 그는 라드니츠키 크라구예바츠, 파르티잔, 레알 마드리드, 오사수나, 마르베야, 그리고 라드니츠키 베오그라드를 거쳐 31세에 축구화를 벗었다.
그는 라 리가 무대에서 4년을 활약하며 110번의 공식 경기에 출전해 3골을 기록했으나, 1993-94 시즌에 소속 구단 오사수나가 2부 리그로 강등되었다. 1991년 1월 19일, 레알 마드리드 시절, 그는 1-2로 패한 바르셀로나와의 원정 경기에서 자책골을 헌납하여 구단의 역대 최악의 영입으로 회자되곤 한다.

## 국가대표팀 경력
스파시치는 유고슬라비아 국가대표팀 경기에 31번 출전하여 1골을 넣었고, 8강까지 올라간 1990년 월드컵에 참가했다.(또한 5번의 경기를 매 분 소화했다) 그의 첫 국가대표팀 경기는 1988년 8월 24일, 2-0으로 이긴 스위스와의 친선경기였다.